# Buthacus arava
Espèce
Buthacus arava est une espèce de scorpions de la famille des Buthidae.

## Distribution
Cette espèce se rencontre en Israël et en Jordanie entre −290 et 212 m d'altitude dans l'Arabah.

## Description
Le mâle holotype mesure 73,4 mm et la femelle paratype 62,3 mm, les mâles mesurent de 61,7 à 75 mm.

## Étymologie
Son nom d'espèce lui a été donné en référence au lieu de sa découverte, l'Arabah.

## Publication originale
- Cain, Gefen & Prendini, 2021 : « Systematic Revision of the Sand Scorpions, Genus Buthacus Birula, 1908 (Buthidae C.L. Koch, 1837) of the Levant, with Redescription of Buthacus arenicola (Simon, 1885) from Algeria and Tunisia. » Bulletin of The American Museum of Natural History, no 450, p. 1-134 (texte intégral).